# باغ سیدآباد بهلگرد
باغ سیدآباد بهلگرد مربوط به دوره قاجار است و در شهرستان بیرجند، قرارگاه محمد رسول‌الله واقع شده و این اثر در تاریخ ۵ تیر ۱۳۸۴ با شمارهٔ ثبت ۱۱۹۴۲ به‌عنوان یکی از آثار ملی ایران به ثبت رسیده است.